# 3041 Webb
A 3041 Webb (ideiglenes jelöléssel 1980 GD) a Naprendszer kisbolygóövében található aszteroida. Edward L. G. Bowell fedezte fel 1980. április 15-én.